# HAL HJT-36 Sitara
Le HAL HJT-36 Sitara (en sanskrit : étoile du matin) est un avion d'entraînement militaire avancé produit par le constructeur aéronautique indien Hindustan Aeronautics Ltd. Il a été conçu afin de fournir un appareil d'entraînement moderne à l'Indian Air Force en remplacement des HJT-16 Kiran à la suite de l'acquisition des Soukhoï Su-30.

## Conception

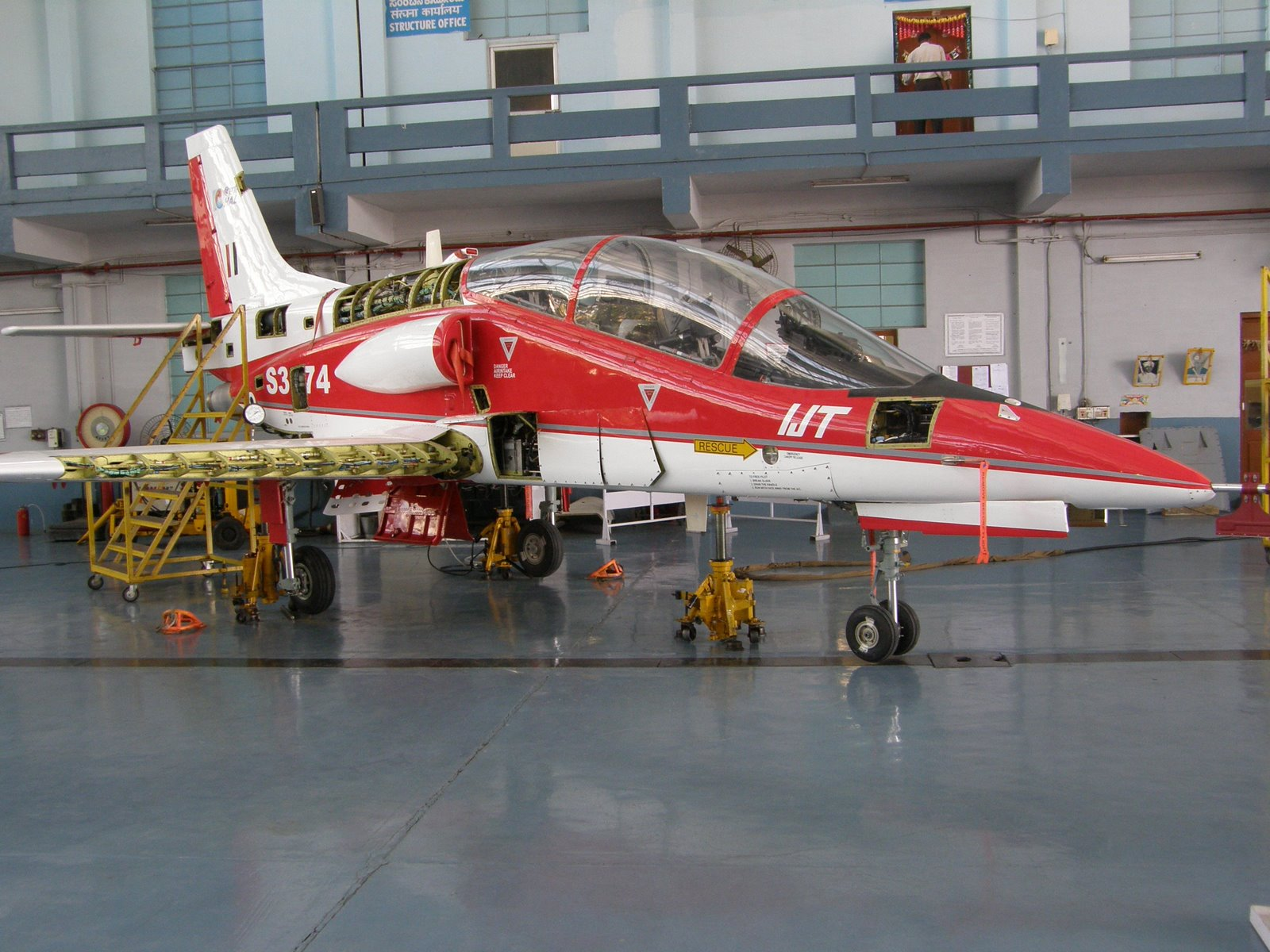
Le prototype dans son hangar, à Bengalore.

Les premiers dessins de l'appareil ont été réalisés en 1997 et il a été présenté sous forme de maquette lors du salon aéronautique de Singapour en février 1998. En 1999, HAL a signé un contrat avec le gouvernement indien concernant la construction de deux prototypes.
Les premiers essais au sol du prototype S3466 ont eu lieu en février 2003 et ont été suivis du premier vol le 7 mars. Il était alors piloté par le chef d'escadron Baldev Singh, et a duré vingt minutes. Le second prototype, S3474, a effectué son premier vol le 26 mars 2004. Au second trimestre 2004, HAL a indiqué son intention de remplacer les moteurs Larzac par des réacteurs NPO Saturn AL-55. En mars 2006, une commande de douze appareils de présérie a été passée, pour un début de production en 2007. En février 2007 au salon aéronautique Aero India, le premier prototype, qui effectuait de démonstration en vol, s'est écrasé sur la piste lors du décollage mais est en train d'être reconstruit[Quand ?].
Le HJT-36 était censé entrer en service au sein de l'armée de l'air indienne en 2008. Il était alors prévu que celle-ci s'équipe de 211 appareils, à raison de vingt appareils par an, dont seize devraient revenir à la patrouille acrobatique Surya Kiran (en) en remplacement de ses HJT-16 à partir de 2009.
Ses derniers essais ont eu lieu en septembre 2015 et il a été produit en série limitée. En novembre 2015, à la suite de l'échec répété de ses essais et malgré l'aide de BAE Systems pour corriger divers défauts de conception, le ministère de la défense indienne envisageait d'abandonner ce programme.
Les prototypes ont été cloués au sol de 2016 à avril 2019 à la suite de problèmes rencontrés lors d'essais.

## Description
Le HJT-36 est un biplace monomoteur à ailes basses construit en alliages légers et matériaux composites. La flèche formée par le bord d'attaque de l'aile est de 18° et son dièdre est de 2°.
Son train d'atterrissage tricycle se rétracte vers l'intérieur pour le train principal et vers l'avant pour la roulette de nez. Sa voie est de 2,51 m tandis que son empattement est de 4,525 m.
Côté propulsion, les prototypes sont propulsés par un turboréacteur double corps double flux, Snecma Larzac 04H20 d'une poussée unitaire de 14,03 kN. Cependant les appareils de série devraient recevoir un moteur plus puissant NPO Saturn AL-551 produit sous licence par l'Inde et développant 16,68 kN. Le réacteur est alimenté par deux entrées d'air placées de chaque côté du fuselage.
Bien que n'étant pas un avion de combat à proprement parler, l'appareil est doté de cinq points d'emport d'armement, un sous le fuselage et deux sous chaque aile. Le charge maximale pouvant être emportée est de 1 000 kg, constituée de bombes, de paniers à roquettes ou de pods canon.
Le cockpit du Sitara est constitué de deux postes en tandem, la place de devant étant assignée à l'élève-pilote tandis que la place arrière revient à l'instructeur. La verrière monobloc permet une bonne vision à 360°. Les deux places sont équipées de siège éjectable zéro-zéro type K-36LT fabriqués par Zvesda. Les informations de vol sont affichées sur des écrans à cristaux liquides.

## Utilisateurs
- Inde Prévisions :
  - Armée de l'air : 187 exemplaires
  - Marine : 24 exemplaires

### Sources
- « Hindustan Aeronautics HJT-36 Sitara », Aviation Design Magazine, no 33,‎ février 2004, p. 66 (ISSN 0997-3753)
- Fiche HJT-36 sur airforce-technology
- Jane's Handbook

### Développement lié
- HAL Tejas
- HJT-16
- HAL HJT 39 / CAT (en)

### Aéronefs comparables
- Alpha Jet
- BAe Hawk
- Yakovlev Yak-130
- Aermacchi M-346
- Hongdu JL-8
- Kawasaki T-4